# Brigitte Ahrenholz
Brigitte Ahrenholz (Potsdam, 8 augustus 1952 - 2018) is een Duits roeister.
Ahrenholz won tijdens de eerste wereldkampioenschappen roeien voor vrouwen in 1974 de gouden medaille in de acht.
Twee jaar later tijdens de Olympische Zomerspelen 1976 in het Canadese Montreal won Ahrenholz de gouden medaille in de acht. Dit waren de eerste spelen waarbij vrouwen mochten deelnemen aan het roeien.
Op 7 april 2018 werd Ahrenholz dood aangetroffen nabij Werder.

## Resultaten

### Olympische Zomerspelen
| Jaar | Plaats   | Resultaten |
| ---- | -------- | ---------- |
| 1976 | Montreal | in de acht |

### Wereldkampioenschappen roeien
| Jaar | Plaats | Resultaten |
| ---- | ------ | ---------- |
| 1974 | Luzern | in de acht |

1976: Goretzki & Knetsch & Richter & Ahrenholz & Kallies & Ebert & Lehmann & Müller & Wilke ·
1980: Boesler & Neisser & Köpke & Schütz & Kühn & Richter & Sandig & Metze & Wilke ·
1984: O'Steen & Metcalf & Bower & Graves & Flanagan & Norelius & Thorsness & Keeler & Beard ·
1988: Strauch & Zeidler & Haacker & Wild & Kluge & Schröer & Balthasar & Stange & Neunast ·
1992: Barnes & Taylor & Delehanty & Crawford & McBean & Worthington & Monroe & Heddle & Thompson ·
1996: Tănase & Cochelea & Gafencu & Spîrcu & Olteanu & Lipă & Popescu & Ignat & Georgescu ·
2000: Damian & Susanu & Olteanu & Cochelea & Dumitrache & Lipă & Gafencu & Ignat & Georgescu ·
2004: Florea & Susanu & Bărăscu & Papuc & Gafencu & Lipă & Damian & Ignat & Georgescu ·
2008: Cafaro & Cummins & Davies & Francia & Goodale & Lind & Logan & Shoop & Whipple ·
2012: Cafaro & Francia & Lofgren & Ritzel, Musnicki & Logan & Lind, Davies & Whipple ·
2016: Elmore & Gobbo & Logan & Musnicki, Polk & Regan & Schmetterling & Simmonds & Snyder ·
2020: Roman & Gruchalla-Wesierski & Roper & Proske & Grainger & Mailey & Payne & Wasteneys & Kit ·
2024: Rusu & Anghel & Bodnar & Lehaci & Adam & Bereș & Vrînceanu & Radiș & Petreanu
- Gemeinsame Normdatei: 1155757343
- Virtual International Authority File: 2604152381763601950000
- WorldCat: E39PBJkXBPfBKVwdvHJr8gyDbd